# Jeroným (opat)
Jeroným, OPraem  († 1483) byl římskokatolický kněz, premonstrátský kanovník a v letech 1450–1483 opat kanonie v Zábrdovicích.

## Stavební činnost
Své služby opata se ujal po skončení husitských válek. Jako zábrdovickému opatovi a jeho nástupcům udělil v roce 1450 papež Mikuláš V. právo užívat pontifikálie, tj. berlu, mitru a prsten a udělovat pontifikální požehnání. Šlo o první takovéto církevní ocenění v Brně a nejbližším okolí. Klášter tehdy také dostal světskou ochranu, jeho ochráncem byl Ladislav z Boskovic.